# Himbeer-Glasflügler

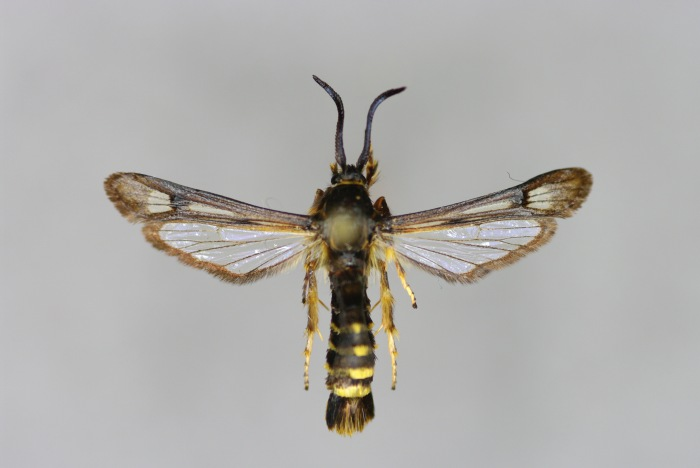
Pennisetia hylaeiformis, Männchen

Der Himbeer-Glasflügler (Pennisetia hylaeiformis) ist ein Schmetterling aus der Familie der Glasflügler (Sesiidae).

## Merkmale
Die Falter erreichen eine Flügelspannweite von 18 bis 31 Millimetern und besitzen braune Vorderflügel. Diese sind gekennzeichnet durch ein schmales durchsichtiges Keilfeld und ein kleines aus drei Zellen bestehendes äußeres Glasfeld. Die Adern M3 und Cu1 der Hinterflügel sind lang gestielt. Die Fühler sind borstenförmig und bei den Männchen doppelt kammzähnig. Der Saugrüssel ist zurückgebildet. Der Thorax ist vor den Flügeln schwarz gefärbt. Die auf dem Abdomen befindlichen gelben Ringe haben jeweils die gleiche Breite. Die Juxta ist groß und schlauchförmig. Bei den Weibchen ist die Lamella postvaginalis breit und sklerotisiert. Der Ductus bursae ist spiralartig verdreht. Das wespenähnliche Aussehen ist ein Beispiel für Mimikri und schützt die Art vor Fressfeinden.
Die Raupen sind weißlich und haben einen schwarzen Kopf.

## Vorkommen
Die Art ist in Eurasien verbreitet, man findet sie in Mittel-, Nord- und in Teilen Südeuropas. Auf den Britischen Inseln ist sie nicht vertreten. Die Art besiedelt Waldränder und Lichtungen sowie Flussufer mit Beständen der Himbeere.

## Lebensweise
Die Wirtspflanze des Himbeer-Glasflüglers ist die Himbeere (Rubus idaeus), bei der die Larven etwa zwei Jahre in den Wurzeln leben. Sie verpuppen sich im Mai im Stängel der Wirtspflanze dicht über dem Erdboden.

### Flug- und Raupenzeiten
Der Himbeer-Glasflügler fliegt in einer Generation von Juni bis August, in Mitteleuropa von Mitte Juni bis Mitte August. Die Falter sind tagaktiv, meiden aber die Mittagshitze.

## Parasitoide
Parasitoide der Larven des Himbeerglasflüglers sind verschiedene Schlupfwespen- (Ichneomonidae) und Brackwespenarten (Braconidae) wie Liotryphon punctulatus, Apanteles glomeratus, Ipobracon triangularis, Lissonota impressor, Lissonota pimplator, Bracon erraticus und Macrocentrus marginator.

## Systematik
Über das Verwandtschaftsverhältnis zur nordamerikanischen Art Pennisetia marginata (Harris, 1839) ist gegenwärtig nichts bekannt.

### Synonyme
Folgende Synonyme sind bekannt:
- Sesia hylaeiformis Laspeyres, 1801
- Pennisetia anomala Dehne, 1850